# أكتيفجن
أكتيفجن (بالإنجليزية: Activision)‏ هي شركة أمريكية ناشرة لألعاب الفيديو هي تعمل حاليًا كعمل نشر لشركتها الأم أكتيفجن بليزارد وتتكون من عدة استوديوهات فرعية. وتعد أكتيفجن واحدة من أكبر ناشري ألعاب الفيديو الخارجية في العالم وكانت أكبر ناشر للألعاب في الولايات المتحدة في عام 2016.
تأسست الشركة في الاول باسم أكتيفجن ٳنس، في أكتوبر 1979 في سانيفال بكاليفورنيا، من قبل مطوري ألعاب أتاري السابقين، والذين كانوا منزعجين من الطريقة التي عوملوا بها في شركة أتاري، عند تطوير ألعابهم الخاصة لوحدة تحكم ألعاب الفيديو المنزلية أتاري 2600 الشهيرة. وكانت أكتيفجن أول شركة مطورة ألعاب فيديو مستقلة تابع لجهة خارجية. وأدى انهيار ألعاب الفيديو 1983، الذي تم إنشاؤه جزئيًا من قبل العديد من الشركات الجديدة التي تحاول اتباع خطى أكتيفجن دون خبرة، وبالتالي الإضرار بمكانة أكتيفجن في مجال تطوير ألعاب وحدة التحكم، مما أجبرهم على التنويع والعمل على ألعاب أجهزة الكمبيوتر المنزلية كذالك، وأصبح ذالك واضحاً عند الاستحواذ على شركة أنفوكوم. وبعد تحول إداري، مع استبدال الرئيس التنفيذي جيم ليفي ببروس ديفيس، أعادت الشركة تسمية نفسها باسم ميدياجينيك وتشعبت في العمل على تطبيقات برامج الأعمال. ولكن سرعان ما سقطت ميدياجينيك في الديون، وتم شراء الشركة بحوالي 500000 دولار أمريكي من قبل روبرت كوتيك ومجموعة صغيرة أخرى من المستثمرين في سنة عام 1991.
أعاد كوتيك صياغة كاملة للشركة لتغطية ديونها، وذالك عن طريق فصل معظم موظفيها، ونقل الشركة إلى لوس أنجلوس، والعودة إلى اسم أكتيفجن. وبناءً على الأصول الحالية، سعت أكتيفجن بقيادة كوتيك إلى متابعة البحث عن المزيد من فرص النشر، وبعد التعافي من الديون السابقة، بدأت في الحصول على العديد من الاستوديوهات والملكية الفكرية خلال التسعينيات والعقد الأول من القرن الحادي والعشرين، من بينها سلسلة كول أوف ديوتي وغيتار هيرو. وتم تشكيل شركة قابضة كشركة أم لشركة أكتيفجن لإدارة الاستوديوهات الداخلية والخارجية. وفي عام 2008، اندمجت هذه الشركة القابضة مع فيفندي غيمز، وهي الشركة الأم لشركة بليزارد إنترتينمنت وشكلوا شركة أكتيفجن بليزارد القابضة، مع بقاء كوتيك كرئيس تنفيذي لها. وضمن هذا الهيكل، تعمل الآن أكتيفجن على إدارة العديد من استوديوهات الجهات الخارجية ونشر جميع ألعاب الشركة الأم بخلاف تلك التي أنشأتها بليزارد.
في أكتوبر 2023 استطاعت مايكروسوفت الاستحواذ على أكتيفجن بعد سلسلة طويلة من المفاوضات .

## التأسيس
بحلول عام 1979، باع نولان بوشنل شركة أتاري لشركة وارنر ميديا، ثم غادر الشركة بسبب خلافات عديدة بسبب الاتجاه الذي أرادت وارنر أن تأخذ به الشركة، لا سيما فيما يخص وحدة التحكم في الألعاب أتاري 2600 الشهيرة. وبعد استبدال بوشنل كرئيس تنفيذي، أظهر الرئيس الجديد راي كسار، القليل من الاحترام للمطورين، حيث لم يمنحهم أي تعويض مالي عن الألعاب المربحة للشركة، ورفض الائتمان العام خوفًا من تجنيدهم من قبل شركات الألعاب الأخرى. ويتذكر ديفيد كرين، أحد مبرمجي شركة أتاري في ذالك الوقت، مذكرة أرسلها كسار والتي أدرجت الألعاب الأكثر مبيعًا من العام السابق للمساعدة في توجيه أفكار المطوريين. وأشار كرين إلى أن الألعاب التي كان مسؤولاً عنها بالكامل قد جلبت أكثر من 20 مليون دولار أمريكي للشركة، لكنه ظل يحصل على راتب قدره 20 ألف دولار أمريكي فقط. وأصبح كرين، جنبًا إلى جنب مع لاري كابلان، وآلان ميلر وبوب وايتهيد، صريحين بشأن عدم الرضا داخل الشركة وأصبحوا يُعرفون باسم «عصابة الأربعة». واجتمعت المجموعة مع راي كسار في مايو سنة 1979 لمطالبة الشركة بمعاملة المطورين كما تعامل شركات التسجيل الموسيقيين، مع زيادة الإتاوات ووضع أسمائهم على صناديق الألعاب. وذكر كابلان، الذي أطلق على رفقائه لقب أفضل مصممي ألعاب أتاري 2600 في العالم، أن كسار سماهم بٳسم «مصممي المناشف»، وادعى أن أي شخص يمكنه تطوير لعبة.
اتخذ الأربعة قرارًا بمغادرة أتاري في أقرب فرصة، وبدء عملهم التجاري الخاص، لكنهم لم يكونوا متأكدين من كيفية القيام بذلك. وكان بعض المطورين قد تركوا شركة أتاري بالفعل، فقط ليتم توظيفهم كمقاولين، مما أدى إلى مضاعفة رواتبهم بشكل فعال. لكن هؤلاء الأربعة أرادوا شيئًا أكثر طموحًا. وفي عام 1979، لم يكن مفهوم مطوري الطرف الثالث موجودًا، بحيث كان يتم نشر برامج مشغل ألعاب الفيديو حصريًا بواسطة صانعي الأنظمة التي تم تصميم الألعاب من أجلها. ولكن قرر الأربعة إنشاء شركة تطوير ألعاب مستقلة خاصة بهم. وتم توجيههم من قبل محاميهم إلى جيم ليفي، الذي كان في ذلك الوقت يرفع قيمة رأس المال الاستثماري للدخول في مجال البرمجيات لأجهزة الكمبيوتر المنزلية المبكرة. واستمع ليفي إلى خططهم، ووافقوا بدورهم على توجيهاته، وساعد الأربعة على تأمين حوالي مليون دولار من رأس المال من شركة مشاريع سوتر هيل. وبحلول أغسطس، غادر كرين وميلر شركة أتاري، وانضم إليهم وايتهيد وكابلان بعد فترة وجيزة. وتم تأسيس أكتيفجن رسميًا في 1 أكتوبر سنة 1979، حيث عمل ليفي كمدير تنفيذي. وتم تسمية الشركة في البداية باسم شركة فنون الكومبيوتر. لكنهم بحثوا عن عنوانًا أفضل فيما بعد، ففكر المؤسسون الأربعة في اسم شركة فيزينك (VSync, Inc)، لكنهم كانوا يخشون ألا يفهمه الجمهور أو لا ينطقوه بشكل صحيح. لذالك اقترح ليفي الجمع بين النشاط (active) والتلفاز (television) ليتوصلوا ٳلى ٳسم أكتيفجن (Activision). وأحدث رحيل المطورين الأربعة من أتاري عائقًا كبيرًا لدى مطوري أتاري الباقيين، واتخذ رئيس الشركة إجراءات قانونية من عام 1980 إلى عام 1982 لمحاولة إغلاق أكتيفجن، مدعياً أن الأربعة قد سرقوا أسرارهم التجارية. وتمت تسوية الدعوى بحلول عام 1982، حيث وافقت أكتيفيجن على دفع الإتاوات إلى أتاري ولكن بخلاف ذلك إضفاء الشرعية على نموذج تطوير الطرف الثالث الخاص بهم.

## شركات (ستوديوهات) تابعة لها
| اسم الشركة          | الشعار | المقر            | التأسيس |
| ------------------- | ------ | ---------------- | ------- |
| تريارك              |        | الولايات المتحدة | 1996    |
| إنفنتي وارد         |        | الولايات المتحدة | 2002    |
| جري ماتر أنتيرأكتيف |        | الولايات المتحدة | 1994    |
| فري ستايل غيمز      |        | بريطانيا         | 2002    |
| سلجهمر غيمز         |        | الولايات المتحدة | 2009    |
| بينوكس              |        | كندا             | 2005    |
| ديمن وير            |        | ارلندا وكندا     | 2007    |
| ريفن سوفتوير        |        | الولايات المتحدة | 1997    |
| تويز فور بوب        |        | الولايات المتحدة | 2005    |
| فكيريوس فيجينز      |        | الولايات المتحدة | 2005    |
| شبا غيمز            |        | الولايات المتحدة | 1997    |

## ألعاب قامت بتطويرها أو نشرها
- سلسلة كول أوف ديوتي
- بروتوتايب
- عودة إلى قلعة ولفينشتاين
- كراش بنديكوت
- سبايرو
- رايفر رايد
- فيجيلانتي 8
- روما: الحرب الشاملة
- الرقص مع النجوم
- ديستني
- سكيرو: شادوز داي توايس
- بلور
- غيتار هيرو
- دوم 3
- رايفر رايد

## وصلات خارجية
- الموقع الرسمي